# Bombylius cruciatus
Bombylius cruciatus är en tvåvingeart som beskrevs av Fabricius 1798. Bombylius cruciatus ingår i släktet Bombylius och familjen svävflugor. Inga underarter finns listade i Catalogue of Life.